# Cody Demps
Cody Demps, né le 2 décembre 1993 à Elk Grove en Californie, est un joueur américain de basket-ball évoluant au poste de meneur.

## Biographie
Il signe un contrat de 10 jours avec les Kings de Sacramento le 22 mars 2019. Il n'est pas prolongé à l'issue de son contrat alors qu'il n'a pas joué la moindre seconde avec la franchise californienne.